# Cité des Bosquets
La cité des Bosquets (aussi simplement appelés Les Bosquets) sont un ensemble d'immeubles situés à Montfermeil.
Elle est incluse au sein d'un vaste quartier prioritaire dénommé « Haut Clichy-Centre Ville-Bosquets-Lucien Noel », situé à cheval avec la ville voisine de Clichy-sous-Bois. La partie située à Montfermeil, correspondant à la cité des Bosquets, compte 5 122 habitants en 2018.

## Historique
La Cité des Bosquets a été construite sur les plans des architectes Bernard Zehrfuss et Christian Ottin,.
Le plan masse prévoyait la construction de 10 000 logements du Bas-Clichy jusqu’au Plateau.
En 2004, la cité comptait 6 000 habitants.
À partir des années 1990, elle subit une rénovation qui consiste à détruire les immeubles de grande taille.

## Description

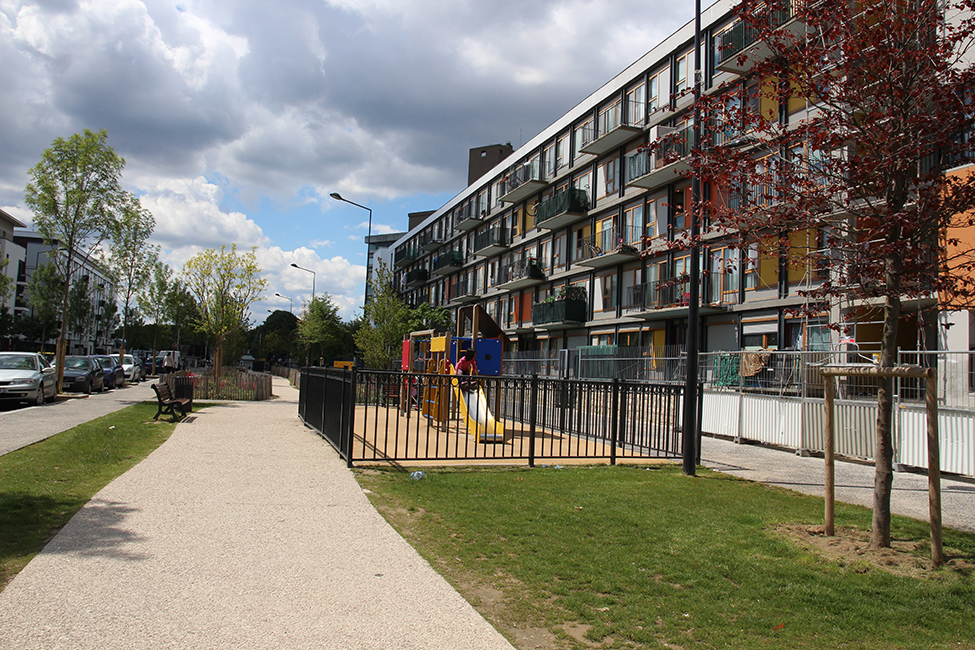
La résidence des Bosquets, 2014.

Cet ensemble résidentiel regroupe 1 534 logements répartis à travers deux types de logements, les B12 et les B14.
On compte sept barres de dix étages et treize barres de quatre étages.